# 6460 Bassano
Bassano (asteróide 6460) é um asteróide da cintura principal, a 2,0190833 UA. Possui uma excentricidade de 0,1058592 e um período orbital de 1 239,42 dias (3,39 anos).
Bassano tem uma velocidade orbital média de 19,8206818 km/s e uma inclinação de 3,22654º.
Este asteróide foi descoberto em 26 de Outubro de 1992 por Ulisse Quadri, Luca Strabla.